# Heterocyathus japonica
Espèce
Heterocyathus japonica est une espèce de coraux appartenant à la famille des Caryophylliidae.